# Michael Wilding
Michael Charles Gauntlet Wilding (Leigh-on-Sea, Essex, 23 de julio de 1912-Chichester, Sussex Occidental, 8 de julio de 1979) fue un actor inglés de cine, teatro y televisión.

## Biografía
Wilding era un artista comercial de éxito cuando entró a formar parte del departamento artístico de un estudio cinematográfico londinense en 1933, iniciando al poco tiempo su carrera interpretativa.
Wilding actuó en numerosas películas británicas, a menudo junto a Anna Neagle, pero tuvo una carrera en Hollywood menos productiva que la de ella. Entre sus actuaciones para el cine se incluyen Sailors Three (1940), In Which We Serve (1942), Undercover (1943), Piccadilly Incident (1946), Spring in Park Lane (1948), Stage Fright (1950) y El mundo de Suzie Wong (1960).
Su última actuación fue un cameo sin créditos y sin diálogos en Lady Caroline Lamb (1972), en la cual trabajaba su última esposa, Margaret Leighton.
Además del cine, también hizo actuaciones televisivas, entre ellas el papel del título en el episodio de 1957 de la serie de la NBC The Joseph Cotten Show "The Trial of Colonel Blood".
Wilding se casó en cuatro ocasiones. Sus esposas fueron: Kay Young (casados en 1937 y divorciados en 1951), la actriz Elizabeth Taylor (casados en 1952, divorciados en 1957), Susan Nell (casados en 1958, divorciados en 1962), y la actriz Margaret Leighton (casados en 1964).
Con Taylor tuvo dos hijos, Michael Howard Wilding (nacido en 1953) y Christopher Edward Wilding (1955). En 1957 Wilding tuvo un corto romance con la actriz Marie McDonald.
En la década de 1960 Wilding se vio forzado a reducir su trabajo en el cine a causa de un estado de salud debilitado por la epilepsia que padeció a lo largo de toda su vida. Michael Wilding falleció en Chichester, Inglaterra, en 1979 a causa de las lesiones craneales que sufrió al caer por unas escaleras durante un ataque epiléptico. Su cuerpo fue incinerado, y sus cenizas esparcidas.

## Filmografía
| Año  | Título                                            | Papel                                        | Observaciones      |
| 1972 | Lady Caroline Lamb                                | Lord Holland                                 |                    |
| 1970 | Waterloo                                          | Sir William Ponsonby                         |                    |
| 1968 | The Sweet Ride                                    | Mr. Cartwright                               |                    |
| 1968 | Code Name, Red Roses                              | General inglés                               |                    |
| 1962 | A Girl Named Tamiko (Una muchacha llamada Tamiko) | Nigel Costairs                               |                    |
| 1961 | The Best of Enemies (Su mejor enemigo)            | Burke                                        |                    |
| 1961 | The Naked Edge (Sombras de sospecha)              | Morris Brooke                                |                    |
| 1960 | El mundo de Suzie Wong                            | Ben Marlowe                                  |                    |
| 1959 | Danger Within                                     | Mayor Charles Marquand                       |                    |
| 1956 | Zarak                                             | Mayor Michael Ingram                         |                    |
| 1955 | The Scarlet Coat                                  | Mayor John Andre                             |                    |
| 1955 | The Glass Slipper (La zapatilla de cristal)       | Príncipe Carlos                              |                    |
| 1954 | The Egyptian (Sinuhé, el egipcio)                 | Akenatón                                     |                    |
| 1953 | Torch Song                                        | Tye Graham                                   |                    |
| 1952 | Trent's Last Case                                 | Philip Trent                                 |                    |
| 1952 | Derby Day                                         | David Scott                                  |                    |
| 1951 | The Lady with the Lamp                            | Sidney Herbert (primer barón Herbert of Lea) |                    |
| 1951 | The Law and the Lady                              | Nigel Duxbury/Lord Henry Minden              |                    |
| 1950 | Into the Blue                                     | Nicholas Foster                              |                    |
| 1950 | Stage Fright (Pánico en la escena)                | Det. Insp. Wilfred 'Ordinary' Smith          |                    |
| 1949 | Under Capricorn (Atormentada)                     | Hon. Charles Adare                           |                    |
| 1949 | Maytime in Mayfair                                | Michael Gore-Brown                           |                    |
| 1948 | Spring in Park Lane                               | Richard                                      |                    |
| 1947 | Un marido ideal                                   | Vizconde Arthur Goring                       |                    |
| 1947 | The Courtneys of Curzon Street                    | Sir Edward Courtney                          |                    |
| 1946 | Carnival                                          | Maurice Avery                                |                    |
| 1946 | Piccadilly Incident                               | Capitán Alan Pearson                         |                    |
| 1944 | English Without Tears (Amor en seis lecciones)    | Tom Gilbey                                   |                    |
| 1943 | Dear Octopus (Bodas de oro)                       | Nicholas Randolph                            |                    |
| 1943 | Undercover                                        | Constantine                                  |                    |
| 1942 | Secret Mission                                    | Soldado Nobby Clark                          |                    |
| 1942 | In Which We Serve (Sangre, sudor y lágrimas)      | Flags                                        |                    |
| 1942 | Ships with Wings (Gesta de héroes)                | Tte. David Grant                             |                    |
| 1941 | Cottage to Let                                    | Alan Trently                                 |                    |
| 1941 | Kipps                                             | Ronnie Walshingham                           |                    |
| 1941 | Spring Meeting                                    | Tony Fox-Collier                             |                    |
| 1941 | The Farmer's Wife                                 | Richard Coaker                               |                    |
| 1941 | Mr. Proudfoot Shows a Light                       | Oficial                                      |                    |
| 1940 | Sailors Don't Care                                | Dick                                         |                    |
| 1940 | Sailors Three                                     | Johnny Wilding                               |                    |
| 1940 | Convoy                                            | Dot                                          |                    |
| 1940 | Tilly of Bloomsbury                               | Percy Welwyn                                 |                    |
| 1940 | The Big Blockade                                  | Capitán                                      |                    |
| 1939 | There Ain't No Justice                            | Len Charteris                                |                    |
| 1936 | When Knights Were Bold                            |                                              | Papel sin créditos |
| 1936 | Wedding Group                                     |                                              |                    |
| 1935 | Late Extra                                        |                                              |                    |
| 1933 | Heads We Go                                       |                                              |                    |
| 1933 | Bitter Sweet                                      |                                              | Papel sin créditos |
| 1933 | Channel Crossing                                  | Pasajero en el ferry                         |                    |

## Televisión
| Año        | Título                                 | Papel                                | Observaciones                                                 |
| 1973       | Frankenstein: The True Story           | Sir Richard Fanshawe                 | Telefilm                                                      |
| 1968       | Mannix                                 | Phillip Montford/Sir Arnold Salt     | Episodio: A View of Nowhere                                   |
| 1966       | Bob Hope Presents the Chrysler Theatre | Mayor Tucker                         | Episodio: The Fatal Mistake                                   |
| 1966       | La chica de CIPOL                      | Franz Joseph                         | Episodio: The Lethal Eagle Affair                             |
| 1963       | Burke's Law                            | Dr. Alex Steiner                     | Episodio: Who Killed Sweet Betsy?                             |
| 1963       | The Alfred Hitchcock Hour              | David Saunders                       | Episodio: Last Seen Wearing Blue Jeans                        |
| 1962       | Saints and Sinners                     | Sir Robert                           | Episodio: A Night of Horns and Bells                          |
| 1958, 1959 | Playhouse 90                           | Sir John Alexander Chris Hughes      | Episodio: Verdict of Three Episodio: Dark as the Night        |
| 1959       | Lux Playhouse                          | Stephen MacIllroy                    | Episodio: The Case of the Two Sisters                         |
| 1958       | Target                                 |                                      | Episodio: The Clean Kill                                      |
| 1958       | Climax!                                | Tte. MacKenzie Barton                | Episodio: The Volcano Seat (1) Episodio: The Volcano Seat (2) |
| 1957       | The Joseph Cotton Show: On Trial       | Coronel Blood                        | Episodio: The Trial of Colonel Blood                          |
| 1955, 1956 | The 20th Century Fox Hour              | Robert Marryot Capitán Robert Wilton | Episodio: Cavalcade Episodio:Stranger in the Night            |
| 1956       | Screen Director's Playhouse            | David Scott                          | Episodio: The Carroll Formula                                 |